# 24 قيراط (مسلسل)
24 قيراط مسلسل لبناني درامي أنتج وعُرض في رمضان سنة 1436 هـ، من إخراج الليث حجو، وتأليف ريم حنا، ومن بطولة عابد فهد، سيرين عبد النور، ماغي بو غصن، وغيرهم.

## قصة المسلسل
تدور أحداث المسلسل حول رجل أعمال (يوسف زهران) مع زوجته (هيا) يعيشان في مكان هادئ في جبل لبنان ولكن تتغير الأمور عليهما بحيث تحاول أحد العصابات باغتياله ويصيبونه إصابات تكاد أن تقتله فتمر من ذلك المكان بالصدفة إمرآة اسمها (ميرا) فتراه فتحمله معاها إلى بيتها وتسعفه ثم تتعرف على أنه فقد ذاكرته فيعيش معها بحال معقد حتى تقع (ميرا) في غرام الرجل (يوسف)

## طاقم العمل
- عابد فهد
- سيرين عبد النور
- ماغي بو غصن
- باسم مغنية
- ديمة قندلفت
- جيسيكا نصار
- تقلا شمعون
- طلال الجردي
- رشا مهدي
- مجدي مشموشي
- ظافر العابدين
- فيفيان أنطونيوس
- فادي إبراهيم
- نبيل عساف

و غيرهم الكثير من الممثلين اللبنانيين

## وصلات خارجية
- 24 قيراط على موقع IMDb (الإنجليزية)
- 24 قيراط على موقع قاعدة بيانات الفيلم (الإنجليزية)

1. ↑  مسلسل 24 قيراط 2015 - السينما.كوم نسخة محفوظة 18 مارس 2016 على موقع واي باك مشين.